# Co Streiff
Die Saxofonistin und Flötistin Co Streiff (Cornelia Streiff) (* 5. April 1959 in Zürich) ist eine Schweizer Jazzmusikerin, die Elemente des Free Jazz mit afrikanischer Musik verbindet.

## Leben und Wirken
Nach einer Ausbildung am Konservatorium mit Hauptinstrument Querflöte sowie an der Jazzschule St. Gallen am Saxophon lebt sie seit 1983 als freischaffende Künstlerin. Erste Bands und Projekte betrafen u. a. Kadash und Tobende Ordnung. 1986 begann ihre Zusammenarbeit mit Irène Schweizer; sie trat auf den Canaille-Festivals (u. a. mit Lindsay Cooper und mit Joëlle Léandre) auf. Mit der Band des Alternativ-Zirkus Federlos, der sie bis 1996 angehörte, spielte sie in Nigeria (1988/89), später auf einer Township-Tour in Namibia und Simbabwe (1991). Außerdem war sie von 1988 bis 1995 in diverse Projekte des Vienna Art Orchestra eingebunden. Immer wieder führten sie längere Tourneen und Aufträge für Workshops in außereuropäische Länder (Ägypten, Nigeria, Simbabwe, Benin, Ghana, Kuwait, Kirgisistan). Besonders intensiv ist die Zusammenarbeit mit Kadash & The Nile Troup. Gemeinsam mit Russ Johnson leitet sie seit 2009 ein Quartett, das 2024 auch beim Jazz Festival Willisau auftrat. Zu ihrem Sextett gehören u. a. Tommy Meier, Russ Johnson, Christian Weber und Fredi Flückiger. Mit Hilaria Kramer, Béatrice Graf und Karoline Höfler spielt sie im Quartett Ratrabra. Mit Gabriela Friedli leitet sie das Quartett Objèts Trouvés, das bis 2013 drei Alben vorlegte.
Co Streiff erhielt zahlreiche Auszeichnungen (Werkjahr der Stadt Zürich, Musikpreis 1996 des Kantons Zürich, Kompositionsaufträge des Kantons Zürich und der Pro Helvetia).

## Diskographie (Auswahl)
- Canaille ’91
- Co Streiff Sextett: Qattara (Intakt Records, 2002)
- Co Streiff – Irène Schweizer: Twin Lines (Intakt Records 2002)
- Friedli-Streiff-Schlegel-Ulrich: Objets Trouvés. Fragile (Intakt Records 2005)
- Co Streiff Sextet: Loops, Holes & Angels (Intakt Records 2007)
- Co Streiff - Russ Johnson Quartet In Circles (Intakt Records 2011)
- Friedli-Streiff-Schlegel-Ulrich: Objets Trouvés. Fresh Juice (Intakt Records 2013)